# Tor Johnson
Tor Johnson (født Tor Johansson 19. oktober 1903 i Sverige – 12. maj 1971 i USA) var en svensk-amerikansk wrestler og filmskuespiller.